# Lucía Galán Bertrand
Lucía Galán Bertrand (Oviedo, 13 de febrero de 1978), más conocida por el nombre de su blog Lucía, mi pediatra, es una pediatra, escritora y divulgadora científica española, que ha sido reconocida en varias ocasiones como una de las mejores médicos de España.

## Trayectoria
Nació en Oviedo en 1978. En 2003 se licenció en medicina en la Universidad de Oviedo. En 2008 consiguió la especialidad en pediatra en Elda, trabajando durante 15 años en hospitales de la provincia de Alicante.
En 2014, creó su blog Lucía, mi pediatra, para dar consejos sobre cuidados de salud en la infancia y desmontar bulos. Ha publicado siete cuentos y siete libros, con más de 60 ediciones en total y superando el millón de lectores. Ha sido colaboradora de diversos medios de comunicación e impartido conferencias en diferentes ciudades de España.
Fundó el Centro Creciendo con el psicólogo infantil Juanjo Saval y se convirtió en su directora. Fue nombrada miembro del Consejo Asesor de Unicef e ingresó en la Sociedad Española de Pediatría, Sociedad Española de Pediatría Extrahospitalaria y Sociedad Española de Pediatría de Atención Primaria.

## Reconocimientos
En noviembre de 2015 ganó el Premio Bitácoras al Mejor Blog de Salud e Innovación Científica. En 2017, la Asociación de Investigadores en eSalud AIES le concedió el premio #SaludSinBulos. En 2018, la Organización Médica Colegial de España la reconoció como Mejor divulgadora de España. Además, recibió el Reconocimiento a la Infancia por la Comunidad de Madrid.
En 2019, fue nombrada una de las mejores influencers de salud por la revista Forbes, y esta publicación la incluyó en 2021, 2022 y 2023 en su lista de los '100 mejores médicos de España' del año, señalándola como una de las seis mejores pediatras junto a Fernando Cabañas González, Héctor Boix Alonso, Concha Sánchez Pina, Jesús Argente Oliver y Juan Carlos López Gutiérrez.
En 2024, fue nombrada mejor mujer emprendedora del año en los "Premios con Alma", que promueve la Clínica Palacios en reconocimiento a las contribuciones más relevantes en salud femenina en España. También en 2024, ganó el Premio Especial Creadores 20minutos y ese mismo año, le fue concedido el Premio Humanizar en reconocimiento a su labor divulgadora, por el Centro de Humanización de la Salud San Camilo.